# African Parks
The African Parks Network (En español; Red de Parkes Africanos) es una organización no gubernamental internacional que busca abordar problemas de conservación del medio ambiente en África, especialmente el declive de muchos de los parques nacionales de África. Fue fundado en 2000 como una organización sin fines de lucro por un grupo de conservacionistas (Mavuso Msimang, Anthony Hall-Martin, Michael Eustace, Peter Fearnhead y Paul Fentener van Vlissingen).
African Parks administra actualmente 10 parques en 7 países africanos: República Centroafricana, Chad, República Democrática del Congo, Malawi, República del Congo, Ruanda y Zambia. El área total bajo administración, en asociaciones público-privadas con gobiernos, cubre 6 millones de hectáreas.

## Organización
African Parks Network está registrada como una compañía sin fines de lucro bajo la Sección 21 de la Ley de Sociedades de Sudáfrica y su sede se encuentra en Johannesburgo. El CEO de African Parks es Peter Fearnhead. Cada parque es administrado por una entidad legal separada, registrada en el país anfitrión. Estas entidades legales son en su mayoría establecidas por African Parks Network con el fin de implementar un acuerdo con el Gobierno para la gestión de un parque nacional específico.

### Organizaciones afiliadas
African Parks cuenta con el respaldo de varias organizaciones afiliadas establecidas en países donantes clave. Su función principal es facilitar el establecimiento de asociaciones en sus respectivos países de acogida con personas, instituciones y empresas, que estén dispuestas a participar en el trabajo de los parques africanos. Actualmente estas organizaciones afiliadas incluyen:
- Stichting African Parks Foundation, Países Bajos
- African Parks Foundation of America

## Parques gestionados
Los siguientes parques están gestionados por African Parks Network (en abril de 2018)
- Parque Nacional Liuwa Plain , Zambia (desde  agosto de 2003) - 3600 km².
- Reserva de Majete Wildlife , Malawi ( desde marzo de 2003) - 700 km².
- Parque Nacional de Garamba , República democrática del Congo (desde noviembre de 2005) - 4900 km² Parque Nacional, y 7527 km²  con las  Domaines de Chasse.
- Humedales de Bangweulu , Zambia (desde octubre de 2008) - 6,000 km².
- Parque Nacional de Akagera , Ruanda ( desde diciembre de 2009) - 1122 km².
- Parque Nacional de Odzala , Congo (desde 2010) - 13500 km².
- Parque Nacional de Zakouma , Chad (desde octubre de 2010) - 3054 km².
- Área de conservación de Chinko , CAR (desde octubre de 2014) - 17600 km².
- Reserva de Nkhotakota Wildlife , Central Malawi (desde 2015) - 1800 km².
- Parque Nacional de Liwonde , Southern Malawi (desde 2015) - 548 km²
- Parque Nacional de Pendjari , Northern Benin (desde 2017) - 4800 km²
- Parque Nacional de Ennedi , Northern Chad (desde 2018) - 40000 km²
- Parque Nacional de Bazaruto, Mozambique (desde 2017) - 1430 km²

African Parks se encuentra ahora mismo envuelto en la creación de al menos otra área protegida:
- Parque Nacional de Gambela , Ethiopia. Se firmó un contrato de entendimiento con las autoridades etíopes en 2014 para gestionar Gambella en el futuro cercano.

Van a tomar la gestión de otras áreas protegidas africanas. En diciembre de 2015, African Parks está negociando para llevar más parques en Kenia (Buffalo Springs y las Reservas Nacionales Shaba) y Tanzania (Reservas de Caza Burigi, Biharamulo y Kimisi).  Las negociaciones no lograron la administración de los parques nacionales Gashaka-Gumpti y Cross River en Nigeria.
La organización está involucrada en un desplazamiento masivo de elefantes de Majete y Liwonde, para reabastecer la reserva natural de Nkhotakota. ] Miles de antílopes y quinientos elefantes serán lanzados en Nkhotakota para 2017, donde se hizo un santuario vallado.

## Parques anteriormente gestionados
Los siguientes parques fueron una vez gestionados por African Parks Network. Por diversas razones,incluyendo conflictos con las tribus locales, African Parks Network dejó de gestionar estos parques:
- Parque Nacional de Omo , Ethiopia (Desde enero de 2006 a 2008)
- Parque Nacional de Nechisar , Ethiopia (Desde febrero de 2004 a 2008)
- Parque Nacional de Dungonab Bay Marine , Sudan (Desde julio de 2005 a octubre de 2008)
- Parque Nacional de Sanganeb Atoll Marine , Sudan (Desde julio de 2005 a octubre de 2008)
- Parque Nacional de West Lunga , Zambia (desde 2008 a 2009)